# Saint-Joseph-des-Érables
Saint-Joseph-des-Érables es un municipio canadiense situado en la provincia de Quebec.

## Superficie
Saint-Joseph-des-Érables tiene una superficie de 51,43 km².

## Demografía
En 2021, tenía 377 habitantes, una densidad poblacional de 7,3 hab./km², y 154 viviendas.